# И нама је само један дуд преост'о
„И нама је само један дуд преост'о” је југословенски кратки ТВ филм из 1981. године. Режирао га је Миљенко Дерета а сценарио је написао Зоран Петровић.

## Улоге
| Глумац     | Улога |
| ---------- | ----- |
| Мира Бањац |       |